# Raionul Jēkabpils
Jēkabpils este un raion în Letonia.